# はあきゆり
はあきゆり（HERCULES）は、東日本フェリーが運航していたフェリー。船名はギリシャ神話の英雄ヘーラクレースに由来する。

## 概要
三菱重工業下関造船所で建造され、1992年4月15日、直江津 - 岩内航路に就航した。就航前の4月11日には岩内港で就航祝賀式が開催された。本船就航に伴い東日本フェリー日本海航路は「へるめす」のみによる直江津 - 岩内週2往復・室蘭週1往復から岩内・室蘭ともに週3往復に増便された。
1998年にはへるめすの直江津 - 岩内航路転配に伴い大洗 - 室蘭航路に転配され、3代目ばるなの大洗 - 室蘭航路転配に伴い2000年1月16日の大洗着をもって東日本フェリーから引退した。
引退後は海外売船され、ギリシャのアネック・ラインズのKriti Vとなったが、LEFKA ORIと変更されてパトラ - イグメニツァ - コルフ - トリエステ航路に就航した。2005年、イタリア側の発着地をトリエステからベニスに変更。
2012年、Sofoklis V（旧「へるめす」）とともに、韓国のチェジュ・クルーズライン（Jeju Cruise Line）へ売却されANTONIO Lと改名、上海 - 済州島 - 門司航路への投入が予定されていたが、就航することなく韓国で1年間係船された後、2013年にアネック・ラインズに復帰して、船名もLEFKA ORIに戻され、ベラマで係船された。
2014年10月にナティクシスに売却され、2015年からブルースターフェリーに傭船されBLUE GALAXYとして就航、4月15日からピレウス - ハニア航路に就航している。2018年時点では上部・後部デッキが増設された上でピレウス - ソウダ（クレタ島）間に就航。

## 設計

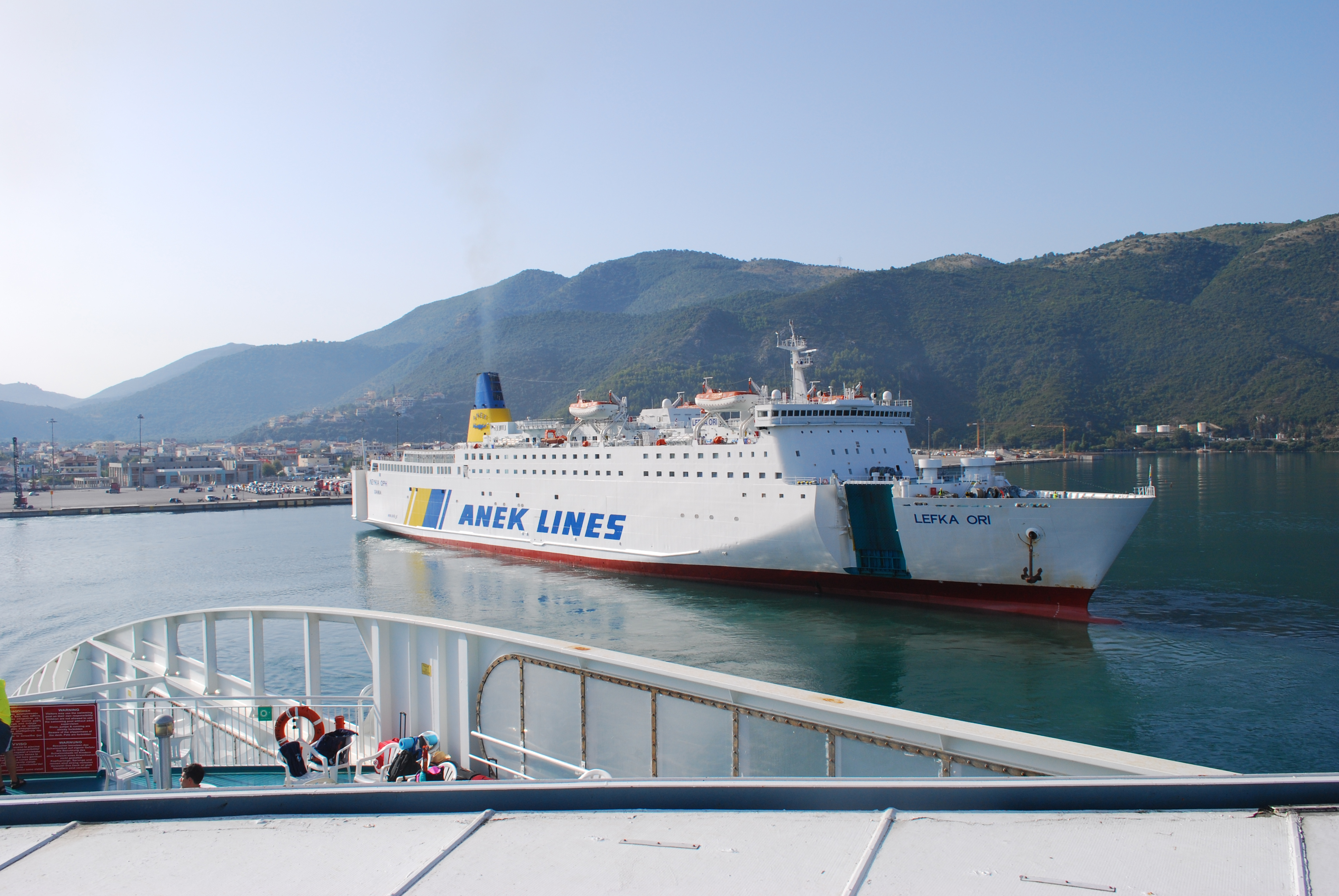
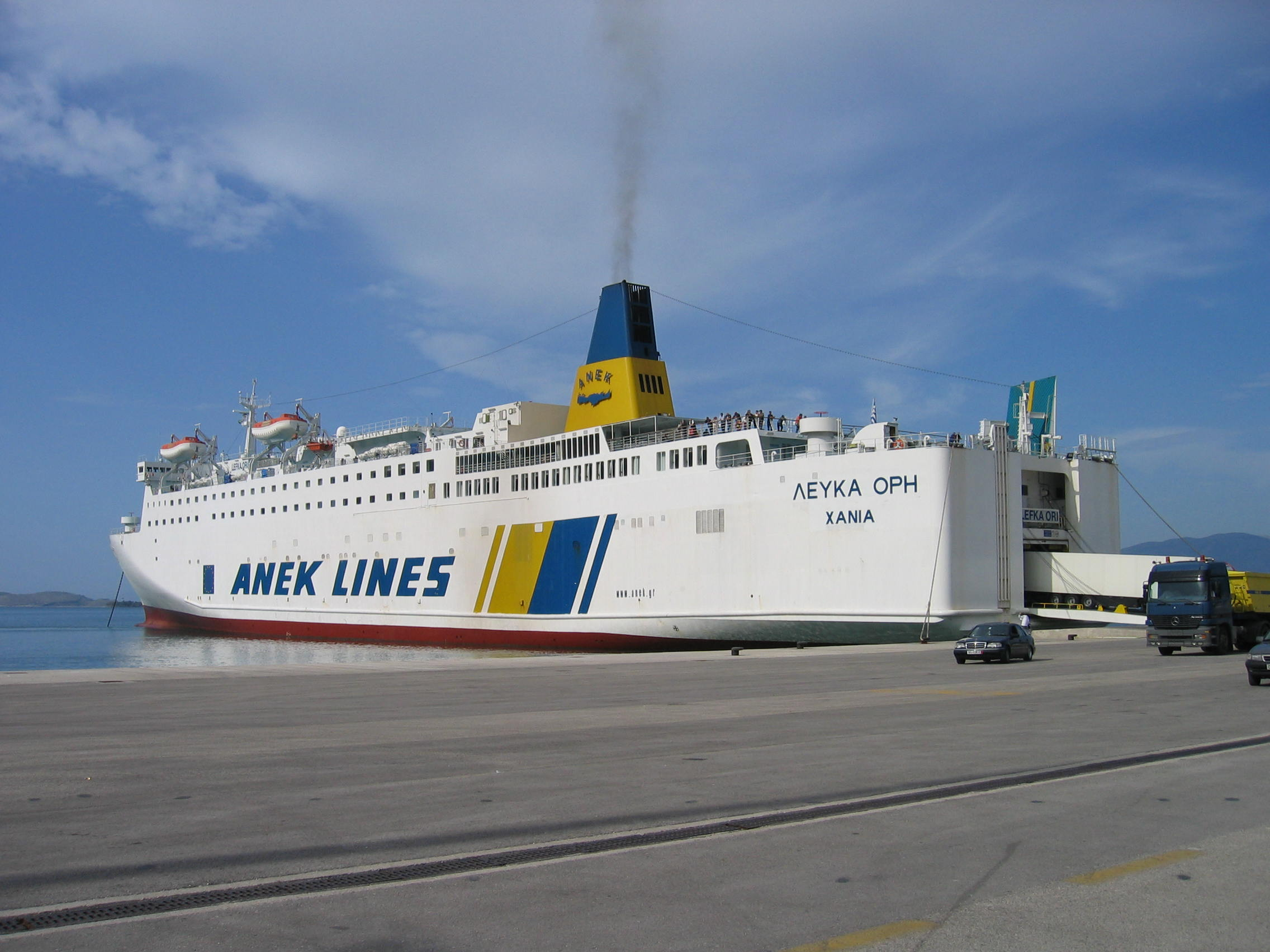
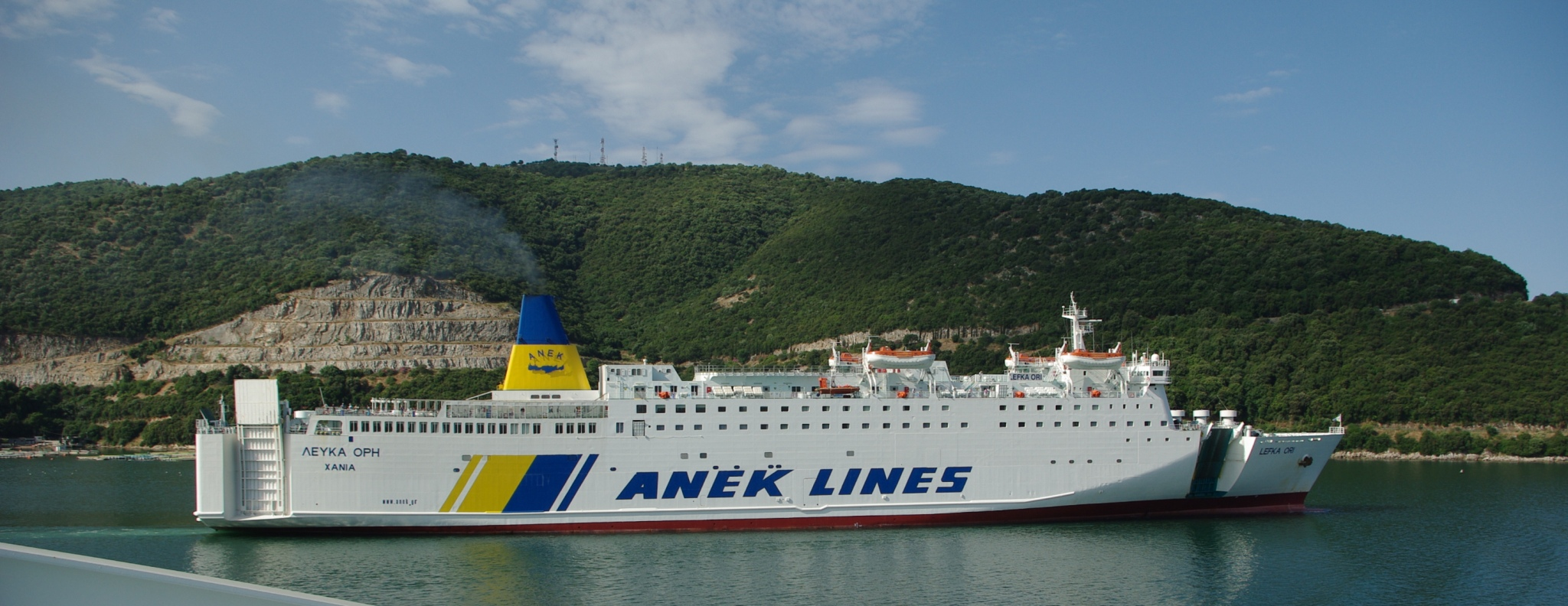
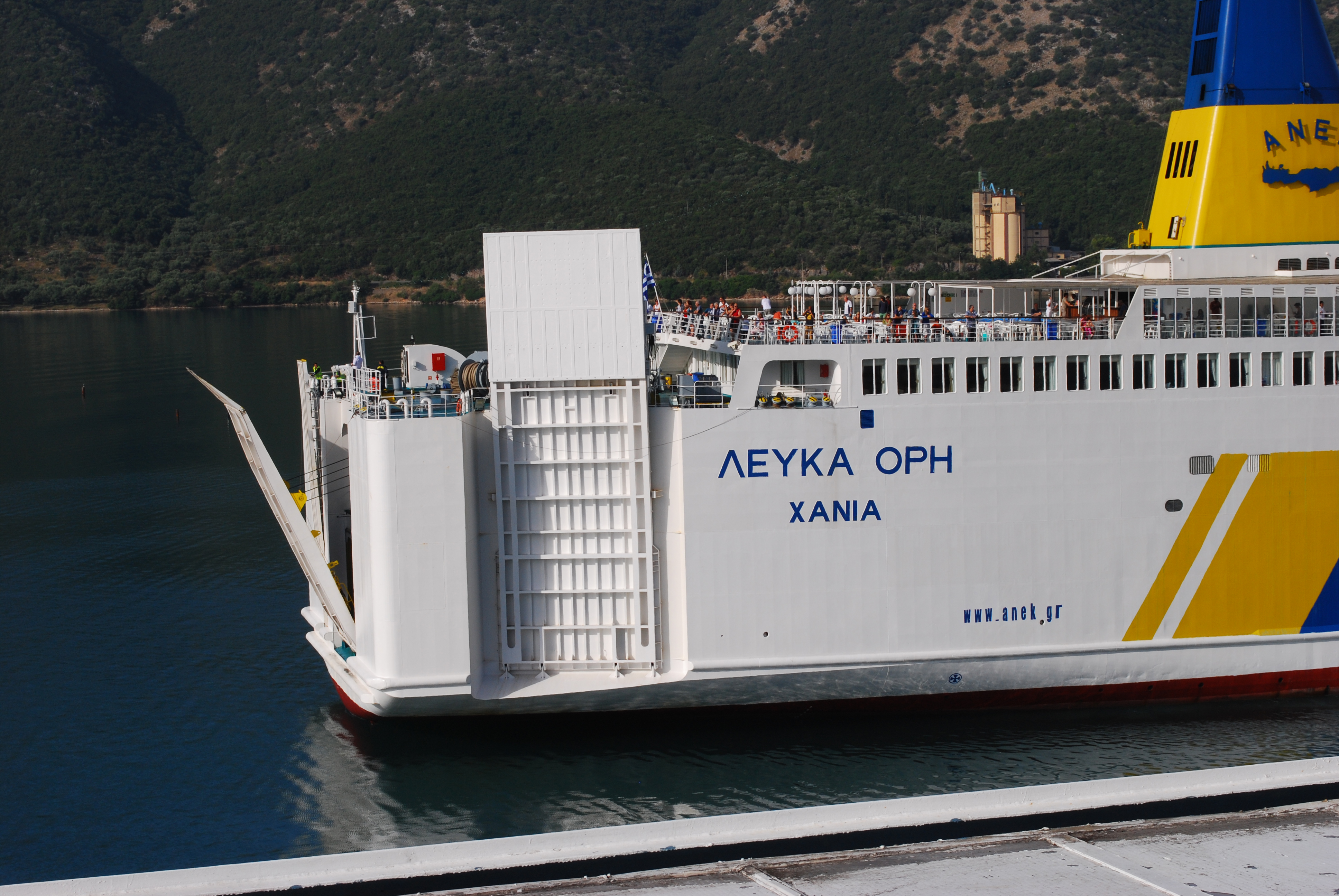
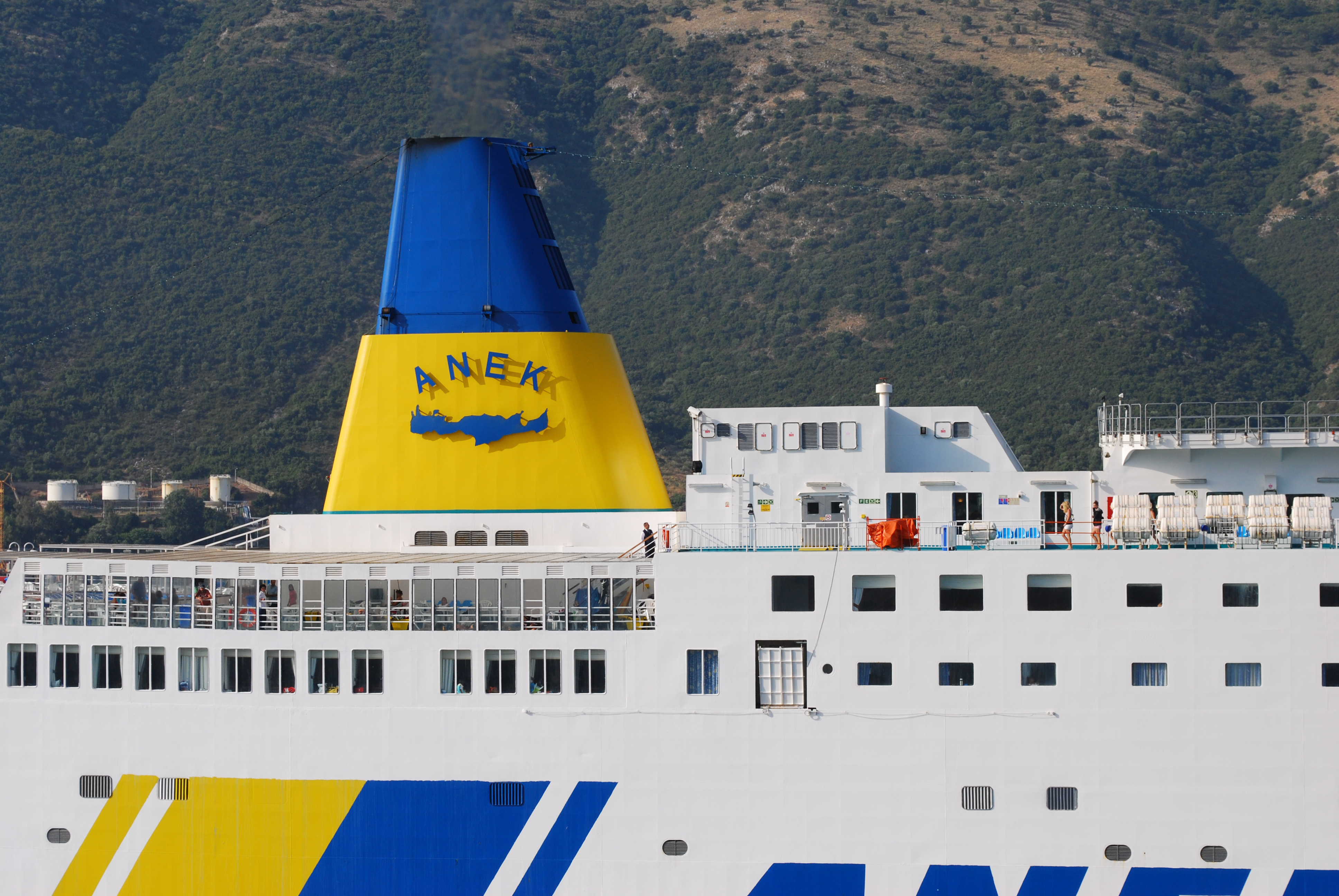
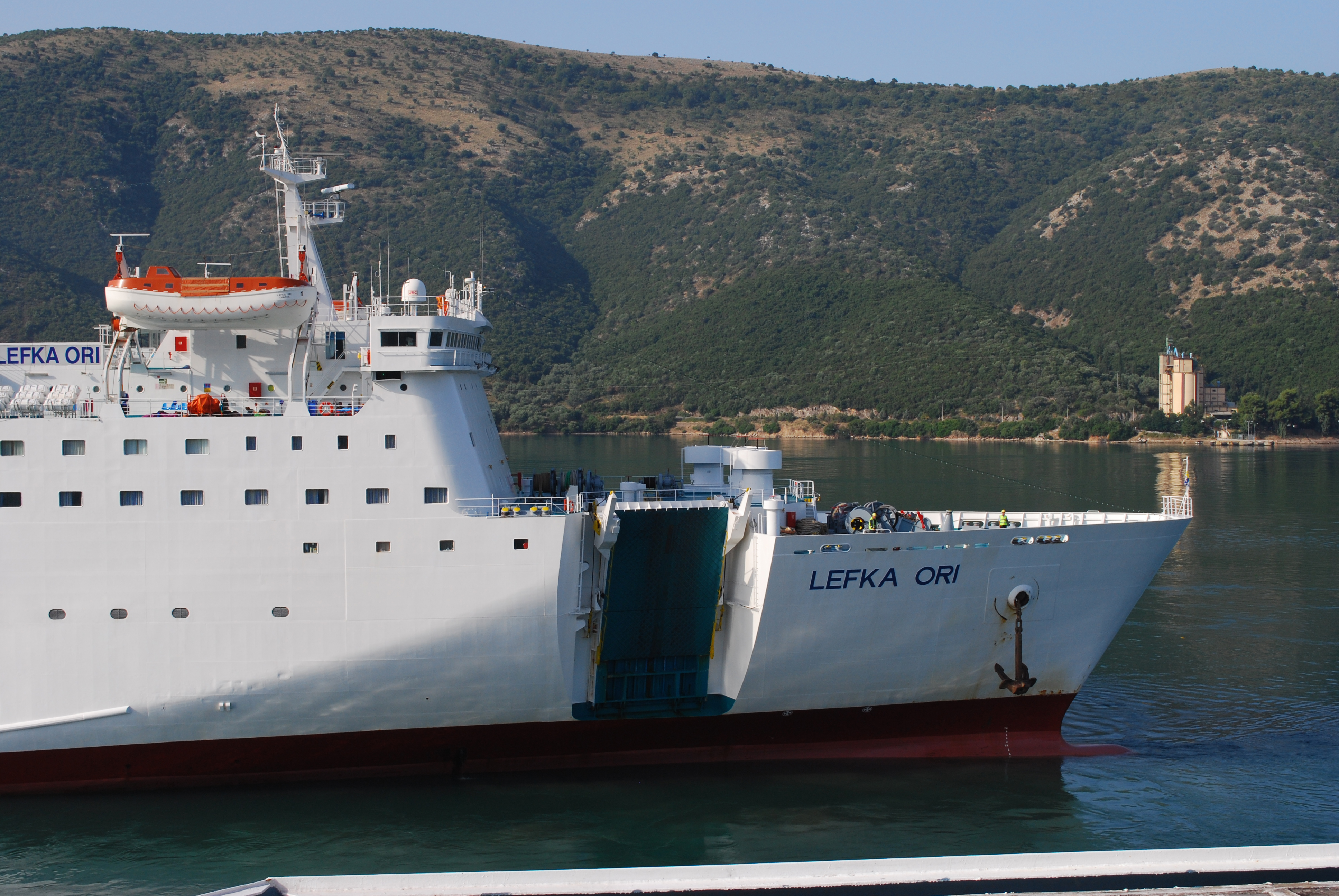

船内（東日本フェリー時代）
- Aデッキ[6]
  - レストラン
  - バーコーナー
  - 展望室
- Bデッキ[6]
  - 特等客室（28室）
  - 2等客室（5室）
  - 浴室
  - ミーティングルーム
  - ゲームコーナー
  - カードルーム
  - 談話室
- Cデッキ[6]
  - 1等洋室（24室）
  - 1等和洋室（20室）
  - 1等和室（5室）
  - 2等寝台室（14室）
  - エントランスホール
  - 案内所
  - マリンシアター
  - サブエントランス
  - ドライバールーム
  - ドライバー浴室

外観（ANEK LINE時代）